# Omicron lacerum
Omicron lacerum är en stekelart som beskrevs av Giordani Soika 1978. Omicron lacerum ingår i släktet Omicron och familjen Eumenidae. Inga underarter finns listade i Catalogue of Life.